# Motorrad-Weltmeisterschaft 1974
Die Motorrad-WM-Saison 1974 war die 26. Saison in der Geschichte der FIM-Motorrad-Straßenweltmeisterschaft.
In den Klassen bis 500 cm³, bis 350 cm³, bis 250 cm³, bis 125 cm³ und bis 50 cm³ wurden zehn und bei den Gespannen acht Rennen ausgetragen.

## Punkteverteilung
| Punktewertung | Punktewertung | Punktewertung | Punktewertung | Punktewertung | Punktewertung | Punktewertung | Punktewertung | Punktewertung | Punktewertung | Punktewertung |
| ------------- | ------------- | ------------- | ------------- | ------------- | ------------- | ------------- | ------------- | ------------- | ------------- | ------------- |
| Platz         | 1             | 2             | 3             | 4             | 5             | 6             | 7             | 8             | 9             | 10            |
| Punkte        | 15            | 12            | 10            | 8             | 6             | 5             | 4             | 3             | 2             | 1             |

- Die Zahl gewerteter Läufe wurde bei gerader Anzahl an ausgetragenen Rennen berechnet, indem man diese Anzahl halbierte und dann mit eins addierte. Beispielsweise gingen bei sechs Rennen also vier in die WM-Wertung ein.
- Wurde eine ungerade Zahl Rennen ausgetragen, wurde die Zahl der Läufe mit eins addiert und dann halbiert. Beispielsweise gingen bei sieben Rennen somit vier in die Wertung ein.

## 500-cm³-Klasse

### Rennergebnisse
|    | Datum      | Rennen                      | Strecke                   | Platz 1           | Platz 2           | Platz 3           | Pole-Position    | Schn. Rennrunde   |
| -- | ---------- | --------------------------- | ------------------------- | ----------------- | ----------------- | ----------------- | ---------------- | ----------------- |
| 1  | 22.04.     | GP von Frankreich           | Clermont-Ferrand          | Phil Read         | Barry Sheene      | Gianfranco Bonera | Phil Read        | Giacomo Agostini  |
| 2  | 28.04.     | 38. GP von Deutschland      | Nürburgring- Nordschleife | Edmund Czihak     | Helmut Kassner    | Walter Kaletsch   | nicht vergeben   | Edmund Czihak     |
| 3  | 05.05.     | 17. GP von Österreich       | Salzburgring              | Giacomo Agostini  | Gianfranco Bonera | Barry Sheene      | Giacomo Agostini | Gianfranco Bonera |
| 4  | 19.05.     | 52. GP der Nationen         | Imola                     | Gianfranco Bonera | Teuvo Länsivuori  | Phil Read         | Giacomo Agostini | Giacomo Agostini  |
| 5  | 05.–06.06. | 56. Isle of Man TT          | Mountain Course           | Phil Carpenter    | Charlie Williams  | Tony Rutter       | Jack Findlay     | Charlie Williams  |
| 6  | 29.06.     | 44. Dutch TT                | Assen                     | Giacomo Agostini  | Teuvo Länsivuori  | Phil Read         | Teuvo Länsivuori | Giacomo Agostini  |
| 7  | 07.07.     | 47. GP von Belgien          | Spa-Francorchamps         | Phil Read         | Giacomo Agostini  | Dieter Braun      | Phil Read        | Phil Read         |
| 8  | 21.07.     | GP von Schweden             | Anderstorp                | Teuvo Länsivuori  | Phil Read         | Pentti Korhonen   | Teuvo Länsivuori | Teuvo Länsivuori  |
| 9  | 28.07      | GP von Finnland             | Imatra                    | Phil Read         | Gianfranco Bonera | Teuvo Länsivuori  | Phil Read        | Teuvo Länsivuori  |
| 10 | 25.08.     | 23. GP der Tschechoslowakei | Masaryk-Ring              | Phil Read         | Gianfranco Bonera | Teuvo Länsivuori  | Phil Read        | Gianfranco Bonera |

### Fahrerwertung
| 1  | Phil Read         | MV Agusta       | 82 (92) |
| 2  | Gianfranco Bonera | MV Agusta       | 69 (78) |
| 3  | Teuvo Länsivuori  | Yamaha          | 67      |
| 4  | Giacomo Agostini  | Yamaha          | 47      |
| 5  | Jack Findlay      | Suzuki          | 34      |
| 6  | Barry Sheene      | Suzuki          | 30      |
| 7  | Dieter Braun      | Yamaha          | 22      |
| 8  | Pentti Korhonen   | Yamaha          | 22      |
| 9  | Billie Nelson (†) | Yamaha          | 21      |
| 10 | Charlie Williams  | Yamaha          | 18      |
| 11 | John Williams     | Yamaha          | 18      |
| 12 | Helmut Kassner    | Yamaha          | 17      |
| 13 | Karl Auer         | Yamaha          | 17      |
|    | Edmund Czihak     | Yamaha          | 15      |
| 15 | Phil Carpenter    | Yamaha          | 15      |
| 16 | Michel Rougerie   | Harley-Davidson | 14      |
| 17 | Werner Giger      | Yamaha          | 13      |
| 18 | Walter Kaletsch   | Yamaha          | 10      |
|    | Tony Rutter       | Yamaha          | 10      |

| 20 | Christian Léon   | Kawasaki  | 9 |
| 21 | Udo Kochanski    | König     | 8 |
|    | Billie Guthrie   | Yamaha    | 8 |
|    | Patrick Pons     | Yamaha    | 8 |
| 24 | Roberto Gallina  | Yamaha    | 6 |
|    | Paul Cott        | Yamaha    | 6 |
|    | Víctor Palomo    | Yamaha    | 6 |
| 27 | Alex George      | Yamaha    | 5 |
| 28 | Chas Mortimer    | Yamaha    | 4 |
| 29 | Paul Eickelberg  | König     | 4 |
| 30 | Peter McKinley   | Yamaha    | 3 |
| 31 | Ramon Jimenez    | Yamaha    | 2 |
|    | Selwyn Griffiths | Matchless | 2 |
|    | Tom Herron       | Yamaha    | 2 |
|    | Philippe Coulon  | Yamaha    | 2 |
| 35 | Philippe Gérard  | Yamaha    | 1 |
|    | Jean-Paul Boinet | Yamaha    | 1 |
|    | Geoff Barry      | Matchless | 1 |

(Punkte in Klammern inklusive Streichresultate)

### Konstrukteurswertung
Der Konstrukteurstitel wurde MV Agusta zuerkannt.

## 350-cm³-Klasse

### Rennergebnisse
|    | Datum      | Rennen                 | Strecke                   | Platz 1          | Platz 2          | Platz 3             | Pole-Position    | Schn. Rennrunde  |
| -- | ---------- | ---------------------- | ------------------------- | ---------------- | ---------------- | ------------------- | ---------------- | ---------------- |
| 1  | 22.04.     | GP von Frankreich      | Clermont-Ferrand          | Giacomo Agostini | Teuvo Länsivuori | Christian Bourgeois | Phil Read        | Giacomo Agostini |
| 2  | 28.04.     | 38. GP von Deutschland | Nürburgring- Nordschleife | Helmut Kassner   | Wolfgang Stephan | Franz Weidacher     | nicht vergeben   | Helmut Kassner   |
| 3  | 05.05.     | 17. GP von Österreich  | Salzburgring              | Giacomo Agostini | Chas Mortimer    | Dieter Braun        | Teuvo Länsivuori | Teuvo Länsivuori |
| 4  | 19.05.     | 52. GP der Nationen    | Imola                     | Giacomo Agostini | Mario Lega       | Michel Rougerie     | Teuvo Länsivuori | Giacomo Agostini |
| 5  | 05.–06.06. | 56. Isle of Man TT     | Mountain Course           | Tony Rutter      | Mick Grant       | Paul Cott           | Chas Mortimer    | Chas Mortimer    |
| 6  | 29.06.     | 44. Dutch TT           | Assen                     | Giacomo Agostini | Dieter Braun     | Patrick Pons        | Teuvo Länsivuori | Giacomo Agostini |
| 7  | 21.07.     | GP von Schweden        | Anderstorp                | Teuvo Länsivuori | Patrick Pons     | Pentti Korhonen     | Teuvo Länsivuori | Patrick Pons     |
| 8  | 28.07      | GP von Finnland        | Imatra                    | John Dodds       | Bruno Kneubühler | Dieter Braun        | Teuvo Länsivuori | Bruno Kneubühler |
| 9  | 08.09.     | 14. GP von Jugoslawien | Opatija                   | Giacomo Agostini | John Dodds       | Dieter Braun        | Giacomo Agostini | Giacomo Agostini |
| 10 | 22.09.     | 24. GP von Spanien     | Montjuïc                  | Víctor Palomo    | Dieter Braun     | Olivier Chevallier  | Patrick Pons     | Pentti Korhonen  |

### Fahrerwertung
| 1  | Giacomo Agostini    | Yamaha          | 75 |
| 2  | Dieter Braun        | Yamaha          | 62 |
| 3  | Patrick Pons        | Yamaha          | 47 |
| 4  | John Dodds          | Yamaha          | 31 |
| 5  | Chas Mortimer       | Yamaha          | 29 |
| 6  | Teuvo Länsivuori    | Yamaha          | 27 |
| 7  | Michel Rougerie     | Harley-Davidson | 25 |
|    | Pentti Korhonen     | Yamaha          | 25 |
| 9  | Víctor Palomo       | Yamaha          | 24 |
| 10 | Billie Nelson (†)   | Yamaha          | 22 |
| 11 | Mick Grant          | Yamaha          | 18 |
| 12 | Bruno Kneubühler    | Yamaha          | 17 |
| 13 | Tony Rutter         | Yamaha          | 16 |
| 14 | Helmut Kassner      | Yamaha          | 15 |
| 15 | Olivier Chevallier  | Yamaha          | 15 |
| 16 | Walter Villa        | Harley-Davidson | 15 |
| 17 | Wolfgang Stephan    | Yamaha          | 12 |
|    | Mario Lega          | Yamaha          | 12 |
| 19 | Christian Bourgeois | Yamaha          | 11 |
| 20 | Franz Weidacher     | Yamaha          | 10 |
|    | Paul Cott           | Yamaha          | 10 |
| 22 | Tom Herron          | Yamaha          | 10 |
| 23 | Kjell Solberg       | Yamaha          | 9  |
| 24 | Karl Auer           | Yamaha          | 9  |
| 25 | Walter Kaletsch     | Yamaha          | 8  |

|    | Alex George             | Yamaha        | 8 |
| 27 | Werner Giger (†)        | Yamaha        | 8 |
| 28 | Bill Henderson          | Yamaha        | 8 |
| 29 | John Williams           | Yamaha        | 7 |
| 30 | Alfred Heck             | Yamaha        | 6 |
|    | Tapio Virtanen          | Yamaha        | 6 |
| 32 | Winfried Fries          | Yamaha        | 5 |
|    | Giovanni Proni          | Yamaha        | 5 |
|    | Billie Guthrie          | Yamaha        | 5 |
|    | Hans Mühlebach          | Yamaha        | 5 |
| 36 | Ramon Jimenez           | Yamaha        | 4 |
|    | Udo Kochanski           | Yamaha        | 4 |
|    | Giuseppe Elementi       | Bimota-Yamaha | 4 |
|    | Alan Rogers             | Yamaha        | 4 |
|    | John Newbold            | Yamaha        | 4 |
| 41 | Gérard Debrock          | Yamaha        | 3 |
|    | Wolfgang Rubel          | Yamaha        | 3 |
|    | Roger Nicholls          | Yamaha        | 3 |
|    | Ulrich Graf             | Yamaha        | 3 |
| 45 | Hans-Joachim Dittberner | Yamaha        | 2 |
|    | Eduardo Celso-Santos    | Yamaha        | 2 |
|    | Phil Gurner             | Yamaha        | 2 |
|    | Nico van der Zanden     | Yamaha        | 2 |
| 49 | Noel Clegg              | Yamaha        | 1 |
|    | Armando Toracca         | Bimota-Yamaha | 1 |

### Konstrukteurswertung
Der Konstrukteurstitel wurde Yamaha zuerkannt.

## 250-cm³-Klasse

### Rennergebnisse
|    | Datum      | Rennen                      | Strecke                   | Platz 1           | Platz 2           | Platz 3           | Pole-Position     | Schn. Rennrunde   |
| -- | ---------- | --------------------------- | ------------------------- | ----------------- | ----------------- | ----------------- | ----------------- | ----------------- |
| 1  | 28.04.     | 38. GP von Deutschland      | Nürburgring- Nordschleife | Helmut Kassner    | Horst Lahfeld     | Harry Hoffmann    | nicht vergeben    | Helmut Kassner    |
| 2  | 19.05.     | 52. GP der Nationen         | Imola                     | Walter Villa      | Bruno Kneubühler  | Patrick Pons      | Walter Villa      | Walter Villa      |
| 3  | 05.–06.06. | 56. Isle of Man TT          | Mountain Course           | Charlie Williams  | Mick Grant        | Chas Mortimer     | Barry Randle      | Mick Grant        |
| 4  | 29.06.     | 44. Dutch TT                | Assen                     | Walter Villa      | Bruno Kneubühler  | Kenny Roberts sr. | Kenny Roberts sr. | Kenny Roberts sr. |
| 5  | 07.07.     | 47. GP von Belgien          | Spa-Francorchamps         | Kent Andersson    | Dieter Braun      | Takazumi Katayama | Takazumi Katayama | Takazumi Katayama |
| 6  | 21.07.     | GP von Schweden             | Anderstorp                | Takazumi Katayama | Walter Villa      | Patrick Pons      | John Dodds        | Takazumi Katayama |
| 7  | 28.07      | GP von Finnland             | Imatra                    | Walter Villa      | Michel Rougerie   | Dieter Braun      | Michel Rougerie   | Walter Villa      |
| 8  | 25.08.     | 23. GP der Tschechoslowakei | Masaryk-Ring              | Walter Villa      | Takazumi Katayama | Dieter Braun      | Michel Rougerie   | Walter Villa      |
| 9  | 08.09.     | 14. GP von Jugoslawien      | Opatija                   | Chas Mortimer     | Patrick Pons      | Dieter Braun      | Bruno Kneubühler  | Chas Mortimer     |
| 10 | 22.09.     | 24. GP von Spanien          | Montjuïc                  | John Dodds        | Pentti Korhonen   | Dieter Braun      | Takazumi Katayama | Takazumi Katayama |

### Fahrerwertung
| 1  | Walter Villa      | Harley-Davidson | 77 |
| 2  | Dieter Braun      | Yamaha          | 58 |
| 3  | Patrick Pons      | Yamaha          | 50 |
| 4  | Takazumi Katayama | Yamaha          | 43 |
| 5  | Bruno Kneubühler  | Yamaha          | 43 |
| 6  | Chas Mortimer     | Yamaha          | 41 |
| 7  | John Dodds        | Yamaha          | 38 |
| 8  | Kent Andersson    | Yamaha          | 34 |
| 9  | Michel Rougerie   | Harley-Davidson | 21 |
| 10 | Mick Grant        | Yamaha          | 18 |
|    | Pentti Korhonen   | Yamaha          | 18 |
| 12 | Helmut Kassner    | Yamaha          | 15 |
|    | Charlie Williams  | Yamaha          | 15 |
| 14 | Tom Herron        | Yamaha          | 14 |
| 15 | Hans Mühlebach    | Yamaha          | 13 |
| 16 | Horst Lahfeld     | Yamaha          | 12 |
| 17 | Rolf Minhoff      | Maico           | 11 |
| 18 | Víctor Palomo     | Yamaha          | 11 |
| 19 | Harry Hoffmann    | Yamaha          | 10 |
|    | Kenny Roberts sr. | Yamaha          | 10 |
| 21 | Tony Rutter       | Yamaha          | 10 |
| 22 | Fritz Reitmeier   | Yamaha          | 8  |
|    | Giovanni Proni    | Yamaha          | 8  |

| 24 | Olivier Chevallier     | Yamaha | 7 |
|    | Matti Salonen          | Yamaha | 7 |
| 26 | János Reisz            | Yamaha | 6 |
| 27 | Tapio Virtanen         | Yamaha | 6 |
| 28 | Alfred Heck            | Yamaha | 5 |
|    | Armando Toracca        | Yamaha | 5 |
|    | Peter McKinley         | Yamaha | 5 |
| 31 | Reinhard Scholtis      | Yamaha | 4 |
|    | Ian Richards           | Yamaha | 4 |
|    | Jean-Louis Guignabodet | Yamaha | 4 |
| 34 | Thierry Tchernine      | Yamaha | 4 |
| 35 | Heinz Kittler          | Yamaha | 3 |
|    | Gerry Mateer           | Yamaha | 3 |
|    | Paolo Pileri           | Yamaha | 3 |
| 38 | German Förderer        | Yamaha | 2 |
|    | Brian Warburton        | Yamaha | 2 |
|    | Adrie van den Broeke   | Yamaha | 2 |
|    | John Williams          | Yamaha | 2 |
|    | Alex George            | Yamaha | 2 |
| 43 | Leif Gustafsson        | Yamaha | 2 |
| 44 | Jean-Paul Boinet       | Yamaha | 1 |
|    | Barry Randle           | Yamaha | 1 |
|    | Kjell Solberg          | Yamaha | 1 |

(Punkte in Klammern inklusive Streichresultate)

### Konstrukteurswertung
Der Konstrukteurstitel wurde Harley-Davidson zuerkannt.

## 125-cm³-Klasse

### Rennergebnisse
|    | Datum  | Rennen                      | Strecke                   | Platz 1          | Platz 2           | Platz 3                 | Pole-Position     | Schn. Rennrunde   |
| -- | ------ | --------------------------- | ------------------------- | ---------------- | ----------------- | ----------------------- | ----------------- | ----------------- |
| 1  | 22.04. | GP von Frankreich           | Clermont-Ferrand          | Kent Andersson   | Bruno Kneubühler  | Otello Buscherini       | Otello Buscherini | Otello Buscherini |
| 2  | 28.04. | 38. GP von Deutschland      | Nürburgring- Nordschleife | Fritz Reitmeier  | Wolfgang Rubel    | Hans-Joachim Dittberner | nicht vergeben    | Fritz Reitmeier   |
| 3  | 05.05. | 17. GP von Österreich       | Salzburgring              | Kent Andersson   | Ángel Nieto       | Otello Buscherini       | Ángel Nieto       | Kent Andersson    |
| 4  | 19.05. | 52. GP der Nationen         | Imola                     | Ángel Nieto      | Kent Andersson    | Pier Paolo Bianchi      | Otello Buscherini | Ángel Nieto       |
| 5  | 29.06. | 44. Dutch TT                | Assen                     | Bruno Kneubühler | Otello Buscherini | Kent Andersson          | Ángel Nieto       | Ángel Nieto       |
| 6  | 07.07. | 47. GP von Belgien          | Spa-Francorchamps         | Ángel Nieto      | Kent Andersson    | Bruno Kneubühler        | Ángel Nieto       | Ángel Nieto       |
| 7  | 21.07. | GP von Schweden             | Anderstorp                | Kent Andersson   | Henk van Kessel   | Bruno Kneubühler        | Kent Andersson    | Kent Andersson    |
| 8  | 25.08. | 23. GP der Tschechoslowakei | Masaryk-Ring              | Kent Andersson   | Paolo Pileri      | Otello Buscherini       | Paolo Pileri      | Paolo Pileri      |
| 9  | 08.09. | 14. GP von Jugoslawien      | Opatija                   | Kent Andersson   | Ángel Nieto       | Henk van Kessel         | Kent Andersson    | Kent Andersson    |
| 10 | 22.09. | 24. GP von Spanien          | Montjuïc                  | Benjamín Grau    | Otello Buscherini | Bruno Kneubühler        | Kent Andersson    | Benjamín Grau     |

### Fahrerwertung
| 1  | Kent Andersson          | Yamaha          | 87 (117) |
| 2  | Bruno Kneubühler        | Yamaha          | 63 (68)  |
| 3  | Ángel Nieto             | Derbi           | 60       |
| 4  | Otello Buscherini       | Malanca         | 60       |
| 5  | Henk van Kessel         | Bridgestone     | 30       |
| 6  | Thierry Tchernine       | Yamaha          | 25       |
| 7  | Harald Bartol           | Suzuki          | 23       |
| 8  | Leif Gustafsson         | Maico           | 23       |
| 9  | Benjamín Grau           | Derbi           | 21       |
| 10 | Gert Bender             | Bender          | 20       |
| 11 | Rudolf Weiss            | Maico           | 16       |
| 12 | Pentti Salonen          | Yamaha          | 16       |
| 13 | Fritz Reitmeier         | Maico           | 15       |
| 14 | Matti Salonen           | Yamaha          | 13       |
| 15 | Wolfgang Rubel          | Maico           | 12       |
|    | Paolo Pileri            | Morbidelli      | 12       |
| 17 | Hans-Joachim Dittberner | Maico           | 10       |
|    | Pier Paolo Bianchi      | Minarelli       | 10       |
| 19 | Johann Zemsauer         | Rotax           | 10       |
| 20 | Eugenio Lazzarini       | Piovaticci      | 9        |
| 21 | Rolf Minhoff            | Maico           | 8        |
| 22 | Géza Repitz             | MZ              | 6        |
|    | Lorenzo Ghiselli        | Harley-Davidson | 6        |

|    | Jos Schurgers          | Bridgestone | 6 |
| 25 | Aldo Pero              | Caremi      | 6 |
| 26 | Etienne Delamarre      | Yamaha      | 5 |
|    | Peter Rüttjeroth       | Maico       | 5 |
|    | Jürgen Lenk            | MZ          | 5 |
| 29 | Arnulf Teuchert        | Maico       | 4 |
|    | Lennart Lundgren       | Maico       | 4 |
|    | Jean-Louis Guignabodet | Yamaha      | 4 |
| 32 | Karel Gaber            | Maico       | 3 |
|    | Luciano Richetti       | Italjet     | 3 |
|    | Horst Seel             | Maico       | 3 |
|    | Matti Kinnunen         | Yamaha      | 3 |
| 36 | Peter Frohnmeyer       | Maico       | 3 |
| 37 | Maurice Maingret       | Yamaha      | 2 |
|    | Jaka Kopitar           | Maico       | 2 |
|    | Aart Valster           | Yamaha      | 2 |
|    | Roland Olsson          | Yamaha      | 2 |
|    | Hans-Jürgen Hummel     | Yamaha      | 2 |
| 42 | Hans Hallberg          | Yamaha      | 1 |
|    | Germano Zanetti        | DRS         | 1 |
|    | José Lazo              | MZ          | 1 |
|    | Ingemar Bengtsson      | Delta       | 1 |
|    | Gianni Ribuffo         | DRS         | 1 |

(Punkte in Klammern inklusive Streichresultate)

### Konstrukteurswertung
Der Konstrukteurstitel wurde Yamaha zuerkannt.

## 50-cm³-Klasse

### Rennergebnisse
|    | Datum  | Rennen                      | Strecke                   | Platz 1              | Platz 2              | Platz 3              | Pole-Position        | Schn. Rennrunde      |
| -- | ------ | --------------------------- | ------------------------- | -------------------- | -------------------- | -------------------- | -------------------- | -------------------- |
| 1  | 22.04. | GP von Frankreich           | Clermont-Ferrand          | Henk van Kessel      | Rudolf Kunz          | Otello Buscherini    | Henk van Kessel      | Henk van Kessel      |
| 2  | 28.04. | 38. GP von Deutschland      | Nürburgring- Nordschleife | Ingo Emmerich        | Arnulf Teuchert      | Wolfgang Golembeck   | nicht vergeben       | Ingo Emmerich        |
| 3  | 19.05. | 52. GP der Nationen         | Imola                     | Henk van Kessel      | Jan Bruins           | Otello Buscherini    | Henk van Kessel      | Henk van Kessel      |
| 4  | 29.06. | 44. Dutch TT                | Assen                     | Herbert Rittberger   | Henk van Kessel      | Jan Bruins           | Gerhard Thurow       | Herbert Rittberger   |
| 5  | 07.07. | 47. GP von Belgien          | Spa-Francorchamps         | Gerhard Thurow       | Henk van Kessel      | Rudolf Kunz          | Gerhard Thurow       | Henk van Kessel      |
| 6  | 21.07. | GP von Schweden             | Anderstorp                | Henk van Kessel      | Herbert Rittberger   | Julien van Zeebroeck | Henk van Kessel      | Henk van Kessel      |
| 7  | 28.07  | GP von Finnland             | Imatra                    | Julien van Zeebroeck | Rudolf Kunz          | Ulrich Graf          | Julien van Zeebroeck | Julien van Zeebroeck |
| 8  | 25.08. | 23. GP der Tschechoslowakei | Masaryk-Ring              | Henk van Kessel      | Julien van Zeebroeck | Gerhard Thurow       | Henk van Kessel      | Henk van Kessel      |
| 9  | 08.09. | 14. GP von Jugoslawien      | Opatija                   | Henk van Kessel      | Herbert Rittberger   | Ulrich Graf          | Julien van Zeebroeck | Julien van Zeebroeck |
| 10 | 22.09. | 24. GP von Spanien          | Montjuïc                  | Henk van Kessel      | Herbert Rittberger   | Julien van Zeebroeck | Herbert Rittberger   | Julien van Zeebroeck |

### Fahrerwertung
| 1  | Henk van Kessel      | Kreidler | 90 (114) |
| 2  | Herbert Rittberger   | Kreidler | 65 (68)  |
| 3  | Julien van Zeebroeck | Kreidler | 59 (61)  |
| 4  | Gerhard Thurow       | Kreidler | 57       |
| 5  | Rudolf Kunz          | Kreidler | 52 (60)  |
| 6  | Ulrich Graf          | Kreidler | 44 (49)  |
| 7  | Jan Bruins           | Jamathi  | 27       |
| 8  | Otello Buscherini    | Malanca  | 26       |
| 9  | Stefan Dörflinger    | Kreidler | 25       |
| 10 | Jan Huberts          | Kreidler | 25       |
| 11 | Theo Timmer          | Jamathi  | 17       |
| 12 | Ingo Emmerich        | Kreidler | 15       |
| 13 | Hans-Jürgen Hummel   | Kreidler | 14       |
| 14 | Arnulf Teuchert      | Kreidler | 12       |
| 15 | Wolfgang Golembeck   | Kreidler | 11       |
| 16 | Claudio Lusuardi     | Villa    | 10       |

| 17 | Peter Rüttjeroth          | Kreidler | 8 |
| 18 | Wolfgang Gedlich          | Kreidler | 6 |
|    | Winfried Fries            | Kreidler | 6 |
| 20 | Harald Bartol             | Kreidler | 6 |
| 21 | Cees van Dongen           | Kreidler | 5 |
| 22 | Rolf Blatter              | Kreidler | 4 |
| 23 | Nico Polane               | Roton    | 3 |
|    | Wilhelm Werner            | Kreidler | 3 |
| 25 | Günter Schirnhofer        | Kreidler | 2 |
|    | Carlo Guerrini            | Ringhini | 2 |
|    | Adam van de Draay         | Kreidler | 2 |
|    | Robert Lavér              | Kreidler | 2 |
|    | Luis Armando López Mateos | Derbi    | 2 |
| 30 | Ton Kooyman               | Hemeyla  | 1 |
|    | Leif Rosell               | Jamathi  | 1 |
|    | Norbert Peschke           | Kreidler | 1 |

(Punkte in Klammern inklusive Streichresultate)

### Konstrukteurswertung
Der Konstrukteurstitel wurde Kreidler zuerkannt.

## Gespanne (500 cm³)

### Rennergebnisse
|   | Datum      | Rennen                      | Strecke                   | Platz 1                              | Platz 2                             | Platz 3                              | Pole-Position                        | Schn. Rennrunde                      |
| - | ---------- | --------------------------- | ------------------------- | ------------------------------------ | ----------------------------------- | ------------------------------------ | ------------------------------------ | ------------------------------------ |
| 1 | 22.04.     | GP von Frankreich           | Clermont-Ferrand          | Siegfried Schauzu / Wolfgang Kalauch | Werner Schwärzel / Karl-Heinz Kleis | Rudi Kurth / Dane Rowe               | Siegfried Schauzu / Wolfgang Kalauch | Werner Schwärzel / Karl-Heinz Kleis  |
| 2 | 28.04.     | 38. GP von Deutschland      | Nürburgring- Nordschleife | Werner Schwärzel / Karl-Heinz Kleis  | Klaus Enders / Ralf Engelhardt      | Siegfried Schauzu / Wolfgang Kalauch | Werner Schwärzel / Karl-Heinz Kleis  | Werner Schwärzel / Karl-Heinz Kleis  |
| 3 | 05.05.     | 17. GP von Österreich       | Salzburgring              | Siegfried Schauzu / Wolfgang Kalauch | Werner Schwärzel / Karl-Heinz Kleis | Heinz Luthringshauser / Hermann Hahn | Werner Schwärzel / Karl-Heinz Kleis  | Siegfried Schauzu / Wolfgang Kalauch |
| 4 | 19.05.     | 52. GP der Nationen         | Imola                     | Klaus Enders / Ralf Engelhardt       | Rolf Biland / Freddy Freiburghaus   | Rolf Steinhausen / Karl Scheurer     | Werner Schwärzel / Karl-Heinz Kleis  | Werner Schwärzel / Karl-Heinz Kleis  |
| 5 | 05.–06.06. | 56. Isle of Man TT          | Mountain Course           | Heinz Luthringshauser / Hermann Hahn | George O’Dell / Bill Boldison       | Malcolm Hobson / Jack Armstrong      | Klaus Enders / Ralf Engelhardt       | Jeff Gawley / Kenny Birch            |
| 6 | 29.06.     | 44. Dutch TT                | Assen                     | Klaus Enders / Ralf Engelhardt       | Rolf Steinhausen / Josef Huber      | Siegfried Schauzu / Wolfgang Kalauch | Werner Schwärzel / Karl-Heinz Kleis  | Klaus Enders / Ralf Engelhardt       |
| 7 | 07.07.     | 47. GP von Belgien          | Spa-Francorchamps         | Rolf Steinhausen / Josef Huber       | Klaus Enders / Ralf Engelhardt      | Werner Schwärzel / Karl-Heinz Kleis  | Werner Schwärzel / Karl-Heinz Kleis  | Klaus Enders / Ralf Engelhardt       |
| 8 | 25.08.     | 23. GP der Tschechoslowakei | Masaryk-Ring              | Werner Schwärzel / Karl-Heinz Kleis  | Klaus Enders / Ralf Engelhardt      | Siegfried Schauzu / Wolfgang Kalauch | Werner Schwärzel / Karl-Heinz Kleis  | Klaus Enders / Ralf Engelhardt       |

### Fahrerwertung
| 1  | Klaus Enders          | Ralf Engelhardt                      | Busch Spezial | 66      |
| 2  | Werner Schwärzel      | Karl-Heinz Kleis                     | König         | 64 (70) |
| 3  | Siegfried Schauzu     | Wolfgang Kalauch                     | BMW           | 60 (70) |
| 4  | Rolf Steinhausen      | Karl Scheurer bzw. Josef Huber       | König         | 45      |
| 5  | Heinz Luthringshauser | Hermann Hahn                         | BMW           | 45 (50) |
| 6  | Richard Wegener       | Derek Jacobson                       | BMW           | 22      |
| 7  | Otto Haller           | Erich Haselbeck                      | BMW           | 21      |
| 8  | Gustav Pape           | Franz Kallenberg bzw. Erich Berghahn | BMW           | 18      |
| 9  | Rolf Biland           | Freddy Freiburghaus                  | CAT-Crescent  | 15      |
| 10 | Rudi Kurth            | Dane Rowe                            | CAT-Crescent  | 15      |
| 11 | Siegfried Maier       | Gerhard Lehmann                      | BMW           | 14      |
| 12 | George O’Dell         | Bill Boldison                        | König         | 12      |
| 13 | Hanspeter Hubacher    | Kurt Huber                           | Yamaha        | 12      |
| 14 | Malcolm Hobson        | John Armstrong                       | Yamaha        | 10      |
| 15 | Egon Schons           | Karl Lauterbach bzw. Horst Schons    | BMW           | 9       |
| 16 | Jeff Gawley           | Kenny Birch                          | König         | 8       |
|    | Dick Hawes            | Edwin Kiff                           | Weslake       | 8       |
|    | Mick Boddice          | David Loach                          | König         | 8       |
|    | Willy Meier           | Hansueli Gehrig                      | König         | 8       |
| 20 | Helmut Schilling      | Harald Mathews bzw. Günter Maier     | BMW           | 7       |
| 21 | Dennis Keen           | Roland Worrall                       | König         | 6       |
|    | Trevor Ireson         | Gordon HUN-1957t                     | König         | 6       |
| 23 | Bill Crook            | Stuart Collins                       | BSA           | 5       |
| 24 | Malcolm Aldrick       | Mick Skeels                          | Honda         | 4       |
|    | Michel Pourcelet      | Gérard Lecorre                       | BMW           | 4       |
| 26 | Ronald Perry          | Adrian Craig                         | BSA           | 3       |
| 27 | Herbert Prügl         | Johann Kußberger                     | Rotax         | 2       |
|    | Georges Rozez         | Serge van Humbeck                    | BMW           | 2       |
|    | Willy Emrich          | Norbert Wild                         | BMW           | 2       |
| 30 | Karl Venus            | Rainer Gundel                        | König         | 2       |
| 31 | Siegfried Zeh         | Jon Waters                           | König         | 1       |
|    | Roberto Ollearo       | Gianni Piero                         | Suzuki        | 1       |
|    | Richard Aldous        | Peter Lucock                         | Triumph       | 1       |
|    | Fritz Hänzi           | Erich Schmitz                        | BMW           | 1       |

(Punkte in Klammern inklusive Streichresultate)

### Konstrukteurswertung
Der Konstrukteurstitel wurde Busch Spezial zuerkannt.